# Strathocles
Strathocles là một chi bướm đêm thuộc họ Erebidae.